# Advances in Rheumatology
A Advances in Rheumatology (denominada até janeiro de 2022 de Revista Brasileira de Reumatologia) é um periódico científico editado pela Sociedade Brasileira de Reumatologia. Publicada desde seu lançamento em 1957, faz parte da Coleção do Scielo e está indexada em vários indexadores como LILACS e PubMed.
Na avaliação do Qualis realizada pela CAPES, este periódico foi classificado no extrato A1 para a área médica de Reumatologia.
Fundada em 1957, sua equipe editorial era formada originalmente por Waldemar Bianchi, então presidente da Sociedade Brasileira de Reumatologia (SBR), Hilton Seda, Secretário-Geral da SBR, e de Ayrthon Ferreira da Costa. Este periódico teve sua tiragem paralisada entre 1969 a 1974, até ser retomada em julho de 1974 por iniciativa do médico Edgard Atra.
Este periódico estimula a produção científica sendo uma das instituições que participa da concessão do “Prêmio Edgard Atra”, que é concedido ao autor com o maior número de publicações no Advances in Rheumatology no biênio anterior à realização do Congresso Brasileiro de Reumatologia promovido pela SBR, incluídos artigos de revisão e artigos originais que terão, respectivamente, pesos 01 e 02, e excluídos relatos de casos, editoriais, cartas ao editor e comentários.